# Стилоскоп

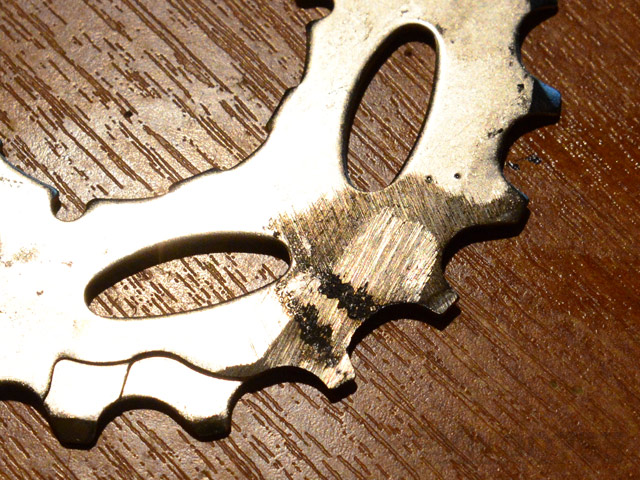
Следы работы стилоскопа (подгары) на велосипедной звезде

Стилоскоп (от англ. steel — сталь) — прибор, предназначенный для быстрого визуального полуколичественного анализа распространённых марок легированных сталей и цветных сплавов по их спектрам излучения. 
Принцип действия стилоскопа основан на испарении исследуемого металла в электрическом разряде и визуальном наблюдении спектра свечения паров. Встроенный спектроскоп имеет подвижный окуляр для последовательного обзора всего полученного линейчатого спектра. Определение примесных элементов производится оператором по «атласу», прилагаемому к прибору, где указаны характерные спектры примесей. По яркости спектральных линий грубо оценивается количество определяемого элемента. Прибор в современном виде был введён в практику в 1930-х годах и получил широкое распространение в промышленности для экспресс-оценки состава сплавов и сварных швов. 
Основные достоинства — простота конструкции и дешевизна, быстрота в сравнении с лабораторным химическим анализом. Недостатки — низкая точность, зависимость оценки от оператора. В классическом приборе не используется невидимая часть спектра излучения, процедура анализа требует времени на разглядывание и идентификацию спектра, что может привести к перегреву прибора или образца. Современные усовершенствованные стилоскопы оборудуются устройствами фотографирования полученного спектра и ввода изображений в компьютер для автоматического анализа.

Стилоскоп обеспечивает:
- Возможность определения фосфора и углерода в искровом режиме;
- Проведение анализов в стационарных и полевых условиях;
- Высокую надёжность работы;
- Удобство эксплуатации.

Стилоскоп позволяет:
- Классифицировать скрап и металлолом;
- Разбраковывать материалы по маркам на складах металла и полуфабрикатов;
- Контролировать марки материала готовых деталей и изделий.